# Rhagadochir vilhenai
Rhagadochir vilhenai är en insektsart som beskrevs av Ross 1952. Rhagadochir vilhenai ingår i släktet Rhagadochir och familjen Archembiidae. Inga underarter finns listade.